# هامور (استان آغری)
هامور (به ترکی استانبولی: Hamur، به کردی:Xamûr ‎) یک منطقهٔ مسکونی در ترکیه است که در استان آگری واقع شده‌است.